# Följ med oss till Honolulu
Följ med oss till Honolulu (engelska: Sons of the Desert) är en amerikansk komedifilm med Helan och Halvan från 1933 regisserad av William A. Seiter. I Sverige hade filmen premiär 25 augusti 1934. Alternativa svenska titlar är Helan och Halvan på rymmen och Öknens söner.
Filmen anses allmänt vara en av den brittisk-amerikanska komikerduons bästa alster och år 2012 valdes den av USA:s kongressbibliotek för särskilt bevarande av National Film Registry på basis av "kulturell, historisk eller estetisk betydelse".

## Handling
Filmen inleds på ett möte med det slutna sällskapet Sons of the Desert, Oasis 13, i vilket Helan och Halvan är medlemmar. På mötet svär alla medlemmar en ed på att närvara vid sällskapets stora konvent i Chicago nästkommande vecka. Halvan är först ovillig att svära eden men övertalas till att göra så av Helan. På väg hem från mötet förklarar Halvan att han inte ville svära eden på grund av att han inte vet om han kommer att få tillåtelse av sin fru Betty att gå på mötet. När Helan och Halvan senare kommer hem råkar Halvan nämna konventet för Helans fru Lottie som då förklarar att Helan inte kan gå på mötet då de två redan bestämt sedan tidigare att åka på en utflykt tillsammans till bergen.
För att få kunna gå på konventet och slippa utflykten till bergen med sin fru låtsas Helan vara sjuk. Halvan arrangerar med en doktor, som praktiserar som veterinär, att ordinera Helan med en kryssning till Honolulu, Hawaii som botemedel, och istället för att åka till Honolulu går Helan och Halvan på konventet i Chicago (representerandes sin hemstat Kalifornien). På väg hem från konventet sjunker dock fartyget på väg hem från Honolulu, som Helan och Halvan av sina respektive fruar antas vara på, i en tyfon. Helan och Halvans fruar tar sig efter nyheten om fartygsolyckan till rederiets kontor för att få information om eventuella överlevande. Helan och Halvan får reda på nyheten om fartygsolyckan först då de kommit hem och läser om den i tidningen medan deras fruar är ute.
Helan och Halvan grips av panik av nyheten om fartygsolyckan och i rädsla för deras fruar ska se igenom deras bluff flyr de upp på vinden precis innan deras fruar kommer hem. Helan och Halvan bestämmer sig för att stanna på vinden över natten medan deras fruar gå på bio för att lugna sina nerver. På bion får de dock se ett nyhetsklipp från en parad i anslutning till konventet i Chicago där Helan och Halvan figurerar i bild. Förargade över att ha blivit lurade av sina respektive makar beger sig Helan och Halvans fruar hem och kommer överens om att se vem av deras makar som är mest sanningsenlig. Helan och Halvans nattsömn på vinden störs av ett regn och åskväder och de gör så pass mycket väsen av sig att de drar till sig sina fruars uppmärksamhet. Helan och Halvan flyr dock upp på taket där de gömmer sig bakom skorstenen.
Dyblöt av regnet vill Halvan gå hem och bekänna för sin fru Betty var han har varit någonstans, men Helan hotar då med att berätta för Betty att Halvan rökt en cigarett. De två bestämmer sig för att ta in på ett hotell över natten men då de tar sig ner för husets stuprör uppmärksammas de av en polis och får förklara att de bor i huset för att inte misstas för inbrottstjuvar. Då de kommer in i huset till sina fruar berättar de om fartygsolyckan och ljuger om hur de har tagit sig hem en dag före alla andra överlevande genom att båtlifta. Helan står fast vid historien men Halvan bryter till slut ihop och berättar tårfyllt hela sanningen för sin fru, och hur han även rökt en cigarett. Som belöning för sin ärlighet stoppas Halvan om av sin fru och får choklad och vin, medan Helan i sin tur får smaka på flygande porslin och sin frus vrede.

## Om filmen
När filmen hade Sverigepremiär den 25 augusti 1934 på biograferna Piccadilly och Metropol-Palais gick den under titeln Följ med oss till Honolulu. Alternativa titlar till filmen är Helan och Halvan på rymmen och Öknens söner.
I Storbritannien lanserades filmen med titeln Fraternally Yours.
Filmen lanserades på 1950-talet som en kortfilm med titeln Fun on the Run.
Filmen har visats flera gånger i svensk TV; 1971, 1975 och 1983 i TV2 och 1993 i TV4.
Filmen är en parodi på filmen Hur ska detta sluta? som kom ut samma år som denna film.
Filmen är en remake av duons tidigare kortfilmer Toffelhjältar på vift, Helan och Halvan på vift, Festprissar och Klubbmiddag.
Filmen finns utgiven på DVD och Blu-ray.

## Rollista (i urval)
- Stan Laurel – Stan (Halvan)
- Oliver Hardy – Ollie (Helan)
- Mae Busch – Mrs. Lottie Chase Hardy
- Dorothy Christy – Mrs. Betty Laurel
- Charley Chase – Charley Chase
- Lucien Littlefield – Dr. Horace
- Harry Bernard – Bartender, polis
- Sam Lufkin – servitör
- Chet Brandenburg - man på konventet
- Baldwin Cooke – man på konventet
- William Gillespie – man på konventet
- Ellen Corby – kvinna vid bord
- John Elliott – Brödraskapets ledare
- Philo McCullough – Biträdande ledare för brödraskapet
- Sydney Jarvis – Biträdande ledare för brödraskapet
- Charles Giblyn – Biträdande ledare för brödraskapet
- Bobby Burns – medlem i brödraskapet
- Ty Parvis – Sångare
- Charita – Hula-huladansös
- Marvin Hatley – Pianist[7]

## Scenkostym

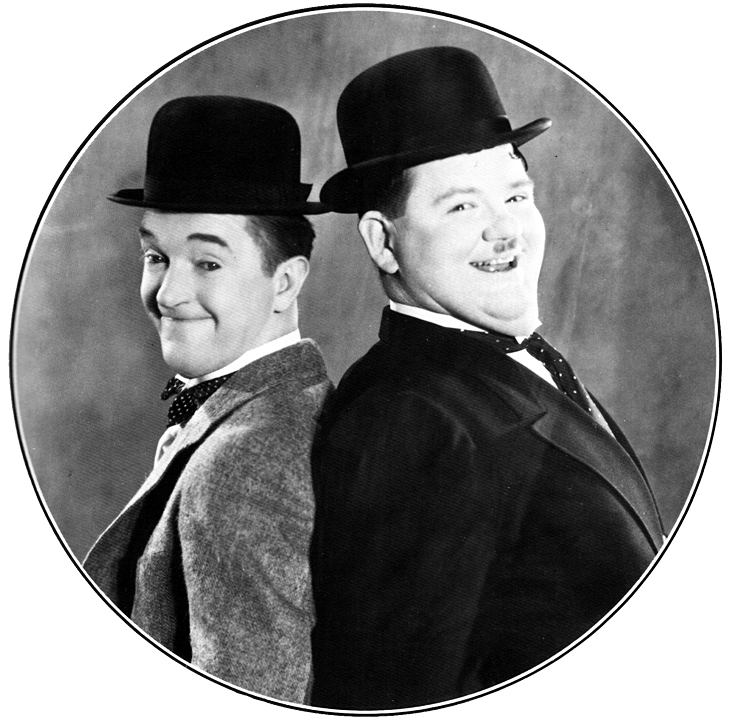
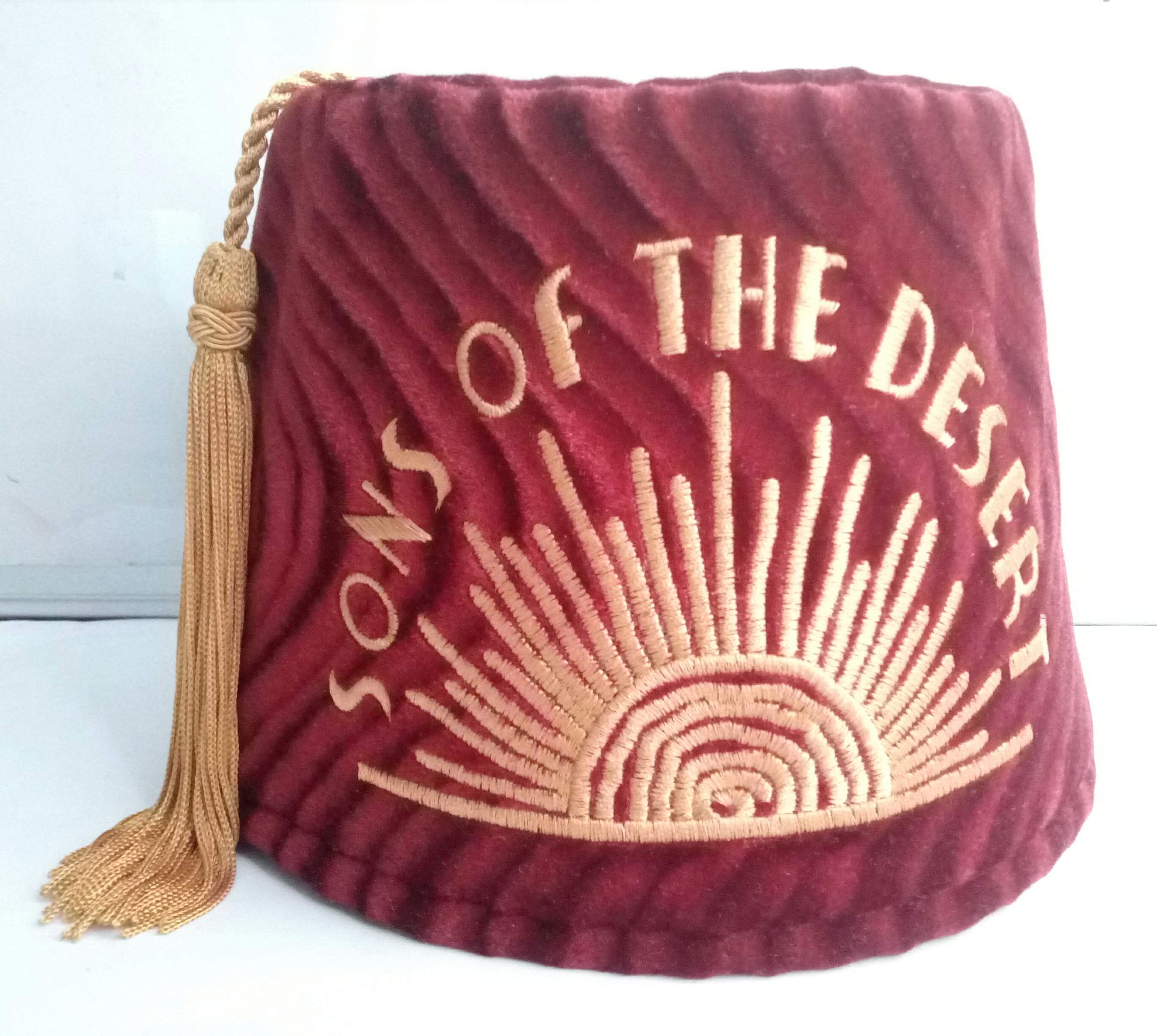

I filmen, under scenerna när Helan och Halvan är på mötet i Chicago med det slutna sällskapet Sons of the Desert, Oasis 13, är deras annars så karaktäristiska plommonstop utbytta mot varsin fez med texten "Sons of the Desert".

## Filmmusik
- "Honolulu Baby", skriven av Marvin Hatley. Framförd i filmen av Ty Parvis.
- "We Are the Sons of the Desert", skriven av Marvin Hatley. Framförd i inledningsscenen av brödraskapet.
- "Auld Lang Syne", skriven av Robert Burns. Framförd i inledningsscenen av brödraskapet.
- "Tramp! Tramp! Tramp!", skriven av George Frederick Root.